# كاباغيل
كاباغيل (بالإنجليزية: Cabaguil)‏ هو أحد الآلهة السبعة الذين ساعدوا في خلق العالم والبشر في ميثولوجيا المايا. يشار إليه عادة بأنه «قلب السماء».